# Tramlijn 65 (NMVB)/Antwerpen
Tramlijn 65 was een tramlijn die Antwerpen via Merksem met Kapellen verbond.

## Geschiedenis
In 1879 opende de paardentram Paardenmarkt-Ouden Bareel. Op 15 juli 1887 namen de buurtspoorwegen de lijn over en niet veel later werd de lijn versmald naar kaapspoor. Op 5 mei 1911 begon de tramdienst naar Hoogboom-Kruis. Ook al was de lijn geëlektrificeerd, reden er in de beginperiode ook stoomtrams.
In 1921 nam de NMVB de exploitatie zelf over en werd de lijn versmald tot meterspoor. Vanaf toen reden de trams als lijn H. In 1927 werd de lijn verlengd tot Kapellen en kwam lijn C in dienst. Een jaar later werd lijn C nogmaals verlengd tot Putte grens. Vanaf toen reden de diensten tot Kapellen als lijn C doorstreept. In 1934 veranderde het tracé door de stad en reed de tram vanaf nu langs de Noorderplaats en niet meer via IJskelder. De letters van de lijnen in de omgeving van Antwerpen werden systematisch hernummerd in 1935. Lijn C werd lijn 65. In 1938 verviel het traject naar Putte grens. Dit traject werd eerst vervangen door bussen van LUX en later kwam hier tram 72.
Na een korte afschaffing in het begin van de Tweede Wereldoorlog reed tram 65 opnieuw. De bevrijding van Antwerpen en de Slag om Merksem zorgden ervoor dat tram 65 opnieuw werd onderbroken en het duurde tot 11 november vooraleer de tram weer normaal kon rijden. Op 27 mei 1965 reed motorwagen S-9666 de laatste dienst van lijn 65.

### Internet
- https://www.branchline.uk/jfpdf/belgiumvicinalrlys1.pdf

### Boeken
- KEUTGENS, E., Een eeuw mobiel met tram en bus, uitgeverij N.V. De Vlijt Antwerpen, 1986.
- BASTAENS, R., De Buurtspoorwegen In De Provincie Antwerpen, uitgegeven door VZW De Poldertram, 2009.